# Sheila Jebet
Sheila Jebet (* 31. Dezember 2005) ist eine kenianische Leichtathletin, die sich auf den Langstreckenlauf spezialisiert hat.

## Sportliche Laufbahn
Erste internationale Erfahrungen sammelte Sheila Jebet im Jahr 2023, als sie bei den U20-Afrikameisterschaften in Ndola in 4:47,31 min den siebten Platz im 1500-Meter-Lauf belegte. Im Jahr darauf gelangte sie bei den Crosslauf-Weltmeisterschaften 2024 in Belgrad nach 19:45 min auf den vierten Platz im U20-Rennen und sicherte sich in der Teamwertung die Silbermedaille. Im August belegte sie bei den U20-Weltmeisterschaften in Lima in 15:51,93 min den fünften Platz im 5000-Meter-Lauf und 2025 siegte sie in 31:01 min beim Cross Cup de Hannut in Belgien. Zudem sicherte sie sich den dritten Platz in der Gesamtwertung der World Athletics Cross Country Tour 2024/25.

## Persönliche Bestzeiten
- 1500 Meter: 4:19,38 min, 27. Juni 2014 in Nairobi
- 5000 Meter: 15:20,48 min, 23. Mai 2024 in Asti